# Bilderbergconferentie 2002
De Bilderbergconferentie van 2002 werd gehouden van 30 t/m 2 juni 2002 in het Westfield Marriott Hotel in Chantilly (Virginia), Verenigde Staten. Vermeld zijn de officiële agenda indien bekend, alsmede namen van deelnemers indien bekend. Achter de naam van de opgenomen deelnemers staat de hoofdfunctie die ze op het moment van uitnodiging uitoefenden.

## Agenda
- The Consequences of the War Against Terrorism" (De consequenties van de strijd tegen terrorisme)
- Corporate Governance: Does Capitalism Need Fixing? (Corporate governance: moet het kapitalisme worden opgelapt?)
- The Changing Nature of the EU Within the Western Alliance (De veranderende aard van de EU binnen de Westerse Alliantie)
- Have Civil Liberties Been Unnecessarily Eroded? (Zijn burgerlijke vrijheden onnodig uitgehold?)
- The Influence of the Extreme Right (De invloed van extreemrechts)
- The Middle East (Het Midden-Oosten)
- Current Affairs (Actuele zaken)
- Post-Crisis Reconstruction/Nation Rebuilding (Reconstructie en wederopbouw van een land na een crisis)
- Prospects for the World Economy (Vooruitzichten voor de wereldeconomie)
- Trade: The China Effect (Handel:Het China-effect)
- The Influence of Domestic Issues on American Foreign Policy (De invloed van binnenlandse kwesties op het Amerikaanse buitenlandbeleid)

## Deelnemers
- Nederland - Koningin Beatrix, staatshoofd der Nederlanden
- Nederland - Frits Bolkestein, Eurocommissaris
- België - Étienne Davignon (vicevoorzitter Generale Maatschappij van België)
- Nederland - Rijkman Groenink (voorzitter raad van bestuur ABN AMRO Bank N.V.)
- Nederland - Victor Halberstadt (hoogleraar Economie, Rijksuniversiteit Leiden; voormalig secretaris Bilderberggroep)
- België - Jan Huyghebaert (voorzitter Almanij N.V.)
- Nederland - Ewald Kist (voorzitter raad van bestuur ING N.V.)
- Nederland - Gerard Kleisterlee (president en CEO Koninklijke Philips Electronics N.V.)
- België - Maurice Lippens (voorzitter Fortis)

1954 ·
1955 (1) ·
1955 (2) ·
1956 ·
1957 (1) ·
1957 (2) ·
1958 ·
1959 ·
1960 ·
1961 ·
1962 ·
1963 ·
1964 ·
1965 ·
1966 ·
1967 ·
1968 ·
1969 ·
1970 ·
1971 ·
1972 ·
1973 ·
1974 ·
1975 ·
(1976) ·
1977 ·
1978 ·
1979 ·
1980 ·
1981 ·
1982 ·
1983 ·
1984 ·
1985 ·
1986 ·
1987 ·
1988 ·
1989 ·
1990 ·
1991 ·
1992 ·
1993 ·
1994 ·
1995 ·
1996 ·
1997 ·
1998 ·
1999 ·
2000 ·
2001 ·
2002 ·
2003 ·
2004 ·
2005 ·
2006 ·
2007 ·
2008 ·
2009 ·
2010 ·
2011 ·
2012 ·
2013 ·
2014 ·
2015 ·
2016 ·
2017 ·
2018 ·
2019 ·
2020 ·
2021 ·
2022 ·
2023